# Oumpougdéni
Oumpougdéni est un village du département et la commune urbaine de Pama, situé dans la province de la Kompienga et la région de l’Est au Burkina Faso.

## Géographie

### Démographie
- En 2006, le village comptait 1 876 habitants recensés[1].

## Santé et éducation
Le centre de soins le plus proche de Oumpougdéni est le centre médical de Pama.
Le village possède une école primaire publique.